# Rivière aux Feuilles
El río Rivière aux Feuilles (en inglés: Leaf River; en francés: Rivière aux Feuilles, que significa, «río de las hojas»; en esquimal, Kuugaaluk , el «gran río» o Itinniq , «donde hay mareas de primavera») es un río de la vertiente Ártica de Canadá que discurre por la parte septentrional de la provincia de Quebec. Fluye desde el lago Minto hacia el noreste, hasta desaguar en la bahía de Rivière aux Feuilles, un pequeño entrante de la gran bahía de Ungava. La longitud del río, medida desde la bahía de Charpentier hasta Tasiujaq, es de 320 km; si se mide desde la primera corriente discernible, es de 288 km. Con una de sus fuentes, el río Charpentier, alcanza los 480 km.
El estuario del río Rivière aux Feuilles tiene las mareas más fuertes del mundo (18 metros).

## Toponimia
El nombre «río Leaf», con el que ha sido conocido desde el siglo XIX, probablemente deriva de las hojas de una variedad de sauce, el sauce ártico, que crece en sus orillas. El Salix phylicifolia crece a lo largo de la mayoría de los cursos de agua de las regiones septentrionales de Canadá, en Quebec, los Territorios del Noroeste y Nunavut, así como también en Alaska y Groenlandia.

## Geografía
El período en que el río está libre de hielo es breve, de solamente unos sesenta días. Eso implica una temperatura media diaria bastante baja en el verano (aproximadamente, 10 °C) generalmente acompañada por lluvia (o nieve) y viento, un entorno en el que pueden darse con facilidad casos de hipotermia.
Es posible remar toda la longitud del río Rivière aux Feuilles (con precaución) sin portages, ya que no hay cascadas o cataratas que no se puedan pasar ni zonas de rápidos no navegables.

### Tributarios
Los principales afluentes del río Rivière aux Feuilles son los siguientes:
- Río Charpentier (125 km), que desagua en el lago Minto[5][7]
- Río Nedlouc
- Río Descareaux
- Río Daunais
- Río Goudalie
- Río Vizien[6]
- Río Brissard
- Río Qijuttuuk
- Río Cohade
- Río Tuktu
- Arroyo Dufreboy
- Río Viennaux
- Río Papijjusaq
- Río Peladeau
- Río Fanfan

## Fauna
Hay mucha fauna presente en el río, que en su mayoría también se alimenta de las hojas tiernas del sauce ártico. Los principales animales que deambulan por las extensiones salvajes de las tierras del norte son los siguientes:
- buey almizclero,
- caribú,
- perdiz nival de los sauces,
- nutria,
- oso,
- lobo,
- ganso blanco,
- barnacla canadiense,
- salmón del Atlántico

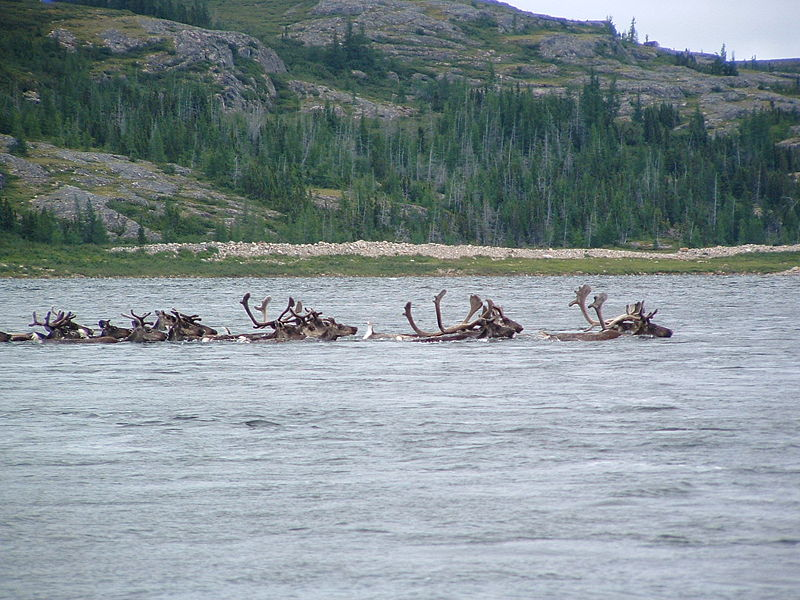
Caribús atravesando el río Leaf

La manada del río Rivière aux Feuilles del caribú de terreno estéril es una de las más grandes del mundo, estimándose en alrededor de medio millón de ejemplares.

### Poblamiento

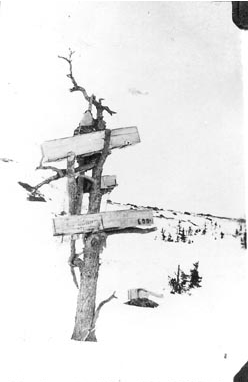
Enterramiento en un árbol inuit cerca del río Rivière aux Feuilles (1924-36)

En la cabecera de la bahía de Rivière aux Feuilles vive la comunidad inuit de Tasiujaq, que contaba con 420 habitantes en el año 2022. Los inuit recogen aún hoy en día las partes comestibles de este árbol. Los brotes se comen crudos con aceite de foca, que también se utiliza para mantenerlos varios meses o incluso un año completo. Seleccionadas cuando no exceden de cuatro centímetros, las hojas jóvenes se comen crudas, frescas o secas, y se agregan a sopas o se toman como infusión.

## Historia
Los primeros exploradores conocidos del río fueron:
- Albert Peter Low, en 1898;
- Robert J. Flaherty, en 1912;
- Bob Davis, en 1976.